# 猛龍怪客第三集
《猛龍怪客第三集》（英語：Death Wish 3）是一部1985年美國私刑動作驚悚片，由麥可·韋納執導。本片為1982年電影《猛龍怪客2》的續集，也是《猛龍怪客》系列電影的第三部作品，以及韋納第三次兼最後一次執導的系列作。劇情講述查理士·布朗遜飾演的保羅·柯西（Paul Kersey）重返紐約地區，得到當地警察局中尉（艾德·罗特飾演）的默許，對抗危害治安的街頭龐克幫派。本片雖然故事發生在紐約，但為了降低製作成本，部分場景選擇在英國倫敦拍攝。
《猛龍怪客第三集》1985年11月1日在美國上映；國內票房收入1610萬美元，再加上海外發行、錄影帶和電視的利潤足以使本片為坎農集團帶來豐厚的利潤。本片影評口碑差勁（仍勝於前集），但隨著時間推進，受部分粉絲愛戴而形成了邪典追捧現象；主因多半來自其誇張且冗長的槍戰、風格化的暴力、俗氣的對話和令人難忘的玩笑話。

## 劇情
保羅·柯西以義警身份在全國各城市對罪犯動用私刑。他收到韓戰好友查利的求助來信而重返紐約市，但此時查利在布魯克林區東紐約遭到幫派襲擊公寓。保羅到達，查利死在他的懷中，導致警方誤認保羅為兇手並逮捕了他。在纽约市警察局，警察局長理查·史萊克認出保羅是「義警先生」，並將他關進了拘留室。在拘留室，同一個牢房裡關著殺害查利幫派的頭目——曼尼·佛雷克；曼尼與保羅發生衝突後，被律師釋放，並重返街頭領導幫派。
警方每天都會收到有關犯罪率上升的報告，史萊克決定與保羅提出了一項協議：能默許保羅任意殺死小混混，只要向自己報告聽到的任何幫派活動，這樣警察就能破獲並製造新聞。保羅搬進了查利位於幫派戰區的公寓；大樓裡住滿了害怕曼尼幫派的老人房客，其中包含二戰老兵兼查利的好友貝內特·克羅斯。經過幾次暴力搶劫後，保羅買了一輛二手車當誘餌。當兩名幫派成員試圖闖入汽車時，保羅毫不猶豫槍殺了對方。保羅兩次保護房客羅德里格斯之妻瑪麗亞免受黑幫的侵害，但第三次卻無法拯救她，瑪麗亞遭曼尼強姦，後來因傷在醫院死亡。
保羅訂購了一把新槍——懷爾德半自動手槍，花了一個下午的時間和貝內特一起為其手工自製彈藥。當混混「傻笑人」搶走保羅的尼康相機時，保羅藉機測試了手槍、殺死了對方，此舉受到鄰居的稱讚，而史萊克和警察則將功勞攬在了自己身上。曾在警局傑是保羅的公設辯護人凱薩琳·戴維斯即將搬離這座城市，她與保羅一起去吃晚餐。曼尼打昏了在車內等待的凱薩琳，並將車子推下坡，衝入迎面駛來的車陣中，最後因爆炸身亡。史萊克怕自己陷得太深，而將保羅置於保護拘留之下。貝內特的計程車店被炸毀後，他試圖報仇，但手持的MG42通用機槍卡彈，導致自己遭幫派摔傷而住院。史萊克帶保羅到醫院探望貝內特，保羅得知對方還藏有一把白朗寧M1919中型機槍後逃窗離開。
曼尼號召更多幫派來到東紐約街區，開始在街上為所欲為。保羅回到公寓，與羅德里格斯收集武器，上街合作消滅混混們，隨之帶動其他鄰居展開反擊。史萊克決定幫助保羅，兩人一起在街上與混混們火拼。保羅回到公寓補充彈藥，曼尼也潛入公寓想偷襲他，史萊克趕到並開槍射殺了曼尼，但造成自己手臂受傷。偷偷穿著一件防彈背心的曼尼站起身來，用槍指著這兩人；當史萊克分散他的注意力時，保羅使用郵購的火箭筒——M72輕型反裝甲武器殺死了曼尼。
曼尼幫派的其餘成員趕到現場，看到了曼尼燃燒中的遺體，並在憤怒的鄰居人群的包圍下，混混們放棄戰鬥並逃離了現場。鄰居們歡呼雀躍，遠處傳來警笛聲，史萊克讓保羅先行離開，以避免後者遭究責。保羅對史萊克露出欣賞的表情，最後提起行李離去。

## 演員
- 查理士·布朗遜飾演保羅·柯西（Paul Kersey）
- 黛博拉·拉芬（英语：Deborah Raffin）飾演凱薩琳·戴維斯（Kathryn Davis）
- 艾德·罗特飾演警察局長理查·史萊克（Police Chief Richard Shriker）
- 马丁·鲍尔萨姆飾演貝內特·克羅斯（Bennett Cross）
- 瑪麗娜·塞迪斯（英语：Marina Sirtis）飾演瑪麗亞·羅德里格斯（Maria Rodriguez）
- 蓋文·歐赫利希（英语：Gavan O'Herlihy）飾演曼尼·佛雷克（Manny Fraker）
- 法蘭西斯·德瑞克（Francis Drake）飾演查利（Charley）
- 喬·岡薩雷斯（Joe Gonzalez）飾演羅德里格斯先生（Mr. Rodriguez）
- 托尼·斯皮里達基斯（英语：Tony Spiridakis）飾演安傑爾（Angel）
- 艾力克斯·溫特飾演赫莫薩（Hermosa）
- 里柯·羅斯（英语：Ricco Ross）飾演「古巴人」（"The Cuban"）
- 柯克·泰勒（英语：Kirk Taylor）飾演「傻笑人」（"The Giggler"）
- 芭比·魏爾德（英语：Barbie Wilde）飾演曼尼·弗雷克的女友

## 外部連結
- 互联网电影数据库（IMDb）上《猛龍怪客第三集》的资料（英文）
- 爛番茄上《猛龍怪客第三集》的資料（英文）
- Box Office Mojo上《猛龍怪客第三集》的資料（英文）
- AllMovie上《猛龍怪客第三集》的资料（英文）